# Palatium (Krakau)

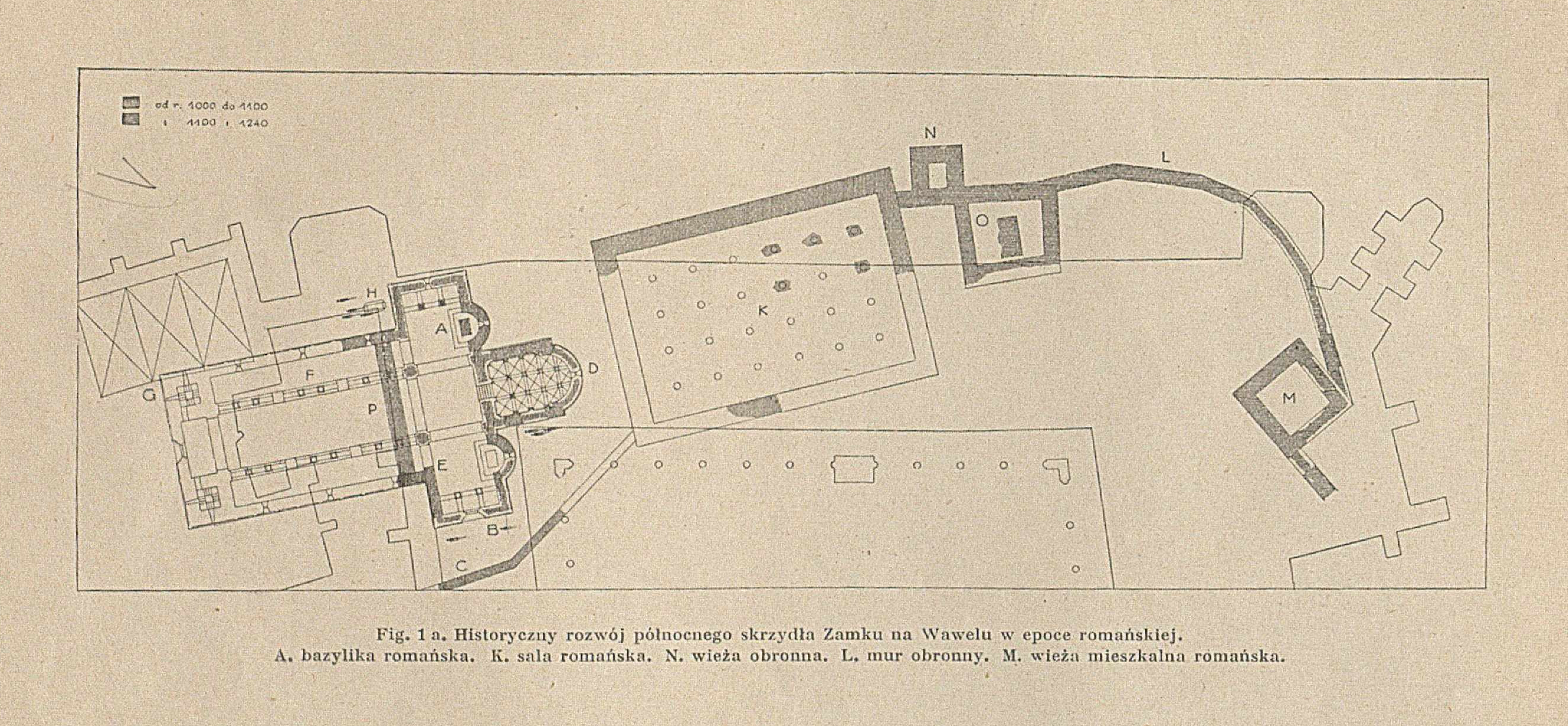
Zeichnung der Umrisse 1923

Das Palatium auch Saal der 24 Säulen auf dem Wawel  der Piasten in Krakau war seit ca. 1050 eine Residenz der Herzöge und später Könige von Polen.

## Geschichte
Das erste Palatium auf der Posener Dominsel auf der Warthe wurde um 1039 zerstört. Herzog Kasimir der Erneuerer verlegte den polnischen Herrschaftssitz 1040 von Posen/Gnesen nach Krakau auf den Wawel. Wahrscheinlich befand sich zu dieser Zeit bereits ein steinernes Wohngebäude der polnischen Herzöge auf dem Wawel. Ein solches wurde aber bisher noch nicht lokalisiert, möglicherweise befand es sich an der Rotunde der Allerheiligsten Jungfrau Maria. Der Saal der 24 Säulen entstand zur Zeit von Kasimir dem Erneuerer östlich der Ersten Wawel-Kathedrale. Mit dem Bau des Wawel-Schlosses geriet er in Vergessenheit. Er wurde Anfang des 20. Jahrhunderts von Adolf Szyszko-Bohusz entdeckt. Die Fundamente werden heute teilweise vom Nordflügel des Wawel-Schlosses bedeckt. Es ist nicht bekannt, wann das Palatium abging und durch das erste romanische Schloss auf dem Wawel ersetzt wurde.